# جولای باگلافشت
جولای باگلافشت (نام علمی: Ploceus baglafecht) نام یک گونه از سرده جولاها است.